# Ручни рад (албум групе Леб и сол)
Ручни рад је трећи албум македонске групе Леб и сол. Албум садржи седам песама, међу којма су најзначајније: Верни пас, Ручни рад и Кумова слама. Објавила га је дискографска кућа ПГП РТБ 1979. године.

## О албуму
Целокупан материјал је снимљен у Студију 5 ПГП РТБ-а. Употребљени су стилови џеза и етно музике. Гост на албуму је био Миливоје Марковић на саксофону.
После овог албума, групу је напустио Никола Димушевски због сталног запослења у забавном оркестру РТ Скопље, а на његово место је дошао Миодраг Петковски Мики.

## Списак песама
| №  | Назив                               | Трајање |  |
| 1. | Лења песма                          | 4:00    |  |
| 2. | Ребус                               | 5:20    |  |
| 3. | Хогар                               | 4:30    |  |
| 4. | Ручни рад                           | 5:03    |  |
| 5. | Кумова слама                        | 5:30    |  |
| 6. | Пут у ведро                         | 5:20    |  |
| 7. | Верни пас (посвећено мојој мачкици) | 6:09    |  |

## Наслеђе
Омот албума је позициониран на 14. месту на листи 100 најбољих омота домаћег рока. Хрватска верзија Rolling Stone-а је сврстао албум на 33. место на листи 100 најбољих југословенских албума од 1955. до 2015.

## Занимљивости
- Рецензент овог албума је био Саша Хабић[1].